# Comuna de Wieruszów
Wieruszów (polaco: Gmina Wieruszów) é uma gminy (comuna) na Polónia, na voivodia de Lodz e no condado de Wieruszowski. A sede do condado é a cidade de Wieruszów.
De acordo com os censos de 2004, a comuna tem 14 236 habitantes, com uma densidade 146,6 hab/km².

## Área
Estende-se por uma área de 97,13 km², incluindo:
- área agrícola: 68%
- área florestal: 20%

## Demografia
Dados de 30 de Junho 2004:
|                      | Total   | Total | Mulheres | Mulheres | Homens  | Homens |
| -------------------- | ------- | ----- | -------- | -------- | ------- | ------ |
|                      | pessoas | %     | pessoas  | %        | pessoas | %      |
| População            | 14 236  | 100   | 7307     | 51,3     | 6929    | 48,7   |
| Densidade (pop./km²) | 146,6   | 100   | 75,2     | 75,2     | 71,3    | 71,3   |

De acordo com dados de 2002, o rendimento médio per capita ascendia a 1373,96 zł.

## Subdivisões
- Chobanin, Cieszęcin, Jutrków, Klatka, Kowalówka, Kuźnica Skakawska, Lubczyna, Mieleszynek, Mirków, Pieczyska, Polesie, Teklinów, Wyszanów.

## Comunas vizinhas
- Baranów, Bolesławiec, Czastary, Doruchów, Galewice, Kępno, Sokolniki